# 平民保育團

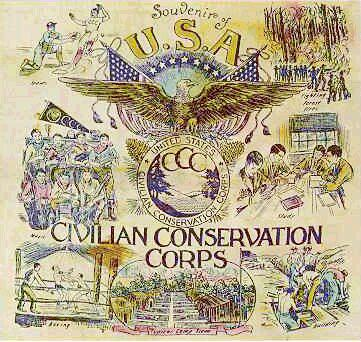
印有平民保育團宣傳圖案的枕頭套。收藏於密西根州的平民保育團博物館。

平民保育團（Civilian Conservation Corps，CCC）是美國在1933年至1942年間，對19至24歲的單身救濟戶失業男性推行的以工代賑計畫，這些救濟戶都是在經濟大蕭條期間失業、難以找到工作的家庭。這是美國第32任總統富蘭克林·德拉諾·羅斯福實施的「羅斯福新政」其中一項就業方案，機構負責人是羅伯特·費希納。平民保育團提供人力勞動職缺，組織失業的年輕男性到聯邦政府、各州與地方政府擁有的農村地帶進行自然資源保育工作。計畫實施期間，無論何時都有超過30萬人在工作；9年來一共有3百萬名年輕男性曾加入平民保育團。美國政府提供這些年輕勞工免費住處、飲食與衣物，以及每月30美金的維生薪資（其中25美金必須寄回自己家人）。
對美國公眾來說，平民保育團是最著名的「新政」改革項目之一。